# العلاقات الرواندية الليختنشتانية
العلاقات الرواندية الليختنشتانية هي العلاقات الثنائية التي تجمع بين رواندا وليختنشتاين.

## مقارنة بين البلدين
هذه مقارنة عامة ومرجعية للدولتين:
| وجه المقارنة                                              | رواندا                                        | ليختنشتاين                                 |
| --------------------------------------------------------- | --------------------------------------------- | ------------------------------------------ |
| المساحة (كم2)                                             | 26.34 ألف                                     | 16                                         |
| عدد السكان (نسمة)                                         | 12.21 مليون                                   | 37.47 ألف                                  |
| الكثافة السكانية (ن./كم²)                                 | 463.55                                        | 234.19 ألف                                 |
| العاصمة                                                   | كيغالي                                        | فادوتس                                     |
| اللغة الرسمية                                             | اللغة الكينيارواندا، لغة إنجليزية، لغة فرنسية | اللغة الألمانية                            |
| العملة                                                    | فرنك رواندي                                   | فرنك سويسري                                |
| الناتج المحلي الإجمالي (بليون دولار)                      | 9.14 مليار                                    | 6.29 مليار                                 |
| الناتج المحلي الإجمالي (تعادل القوة الشرائية) بليون دولار | 20.46 مليار                                   |                                            |
| الناتج المحلي الإجمالي الاسمي للفرد دولار أمريكي          | 697                                           |                                            |
| الناتج المحلي الإجمالي للفرد دولار أمريكي                 | 1.66 ألف                                      |                                            |
| مؤشر التنمية البشرية                                      | 0.483                                         | 0.908                                      |
| رمز المكالمات الدولي                                      | +250                                          | +423                                       |
| رمز الإنترنت                                              | .rw                                           | .li                                        |
| المنطقة الزمنية                                           | ت ع م+02:00                                   | توقيت وسط أوروبا، ت ع م+01:00، ت ع م+02:00 |

## منظمات دولية مشتركة
يشترك البلدان في عضوية مجموعة من المنظمات الدولية، منها:
| علم المنظمة | اسم المنظمة                   | تاريخ انضمام رواندا | تاريخ انضمام ليختنشتاين |
| ----------- | ----------------------------- | ------------------- | ----------------------- |
|             | الاتحاد البريدي العالمي       | ?                   | ?                       |
|             | الاتحاد الدولي للاتصالات      | 12 ديسمبر 1962      | 25 يوليو 1963           |
|             | منظمة حظر الأسلحة الكيميائية  | ?                   | ?                       |
|             | منظمة التجارة العالمية        | ?                   | ?                       |
|             | منظمة الشرطة الجنائية الدولية | ?                   | ?                       |
|             | الأمم المتحدة                 | 18 سبتمبر 1962      | 18 سبتمبر 1990          |

## وصلات خارجية
- موقع وزارة الخارجية الرواندية